# 潔西卡·素娜
杰西卡·比安卡·苏拉（Jessica Sula，1994年5月3日—）是一位威尔士女演员，因在电视连续剧《皮囊》中飾演第三代的角色Grace Blood，以及在導演奈特·沙馬蘭的恐怖电影《分裂》中飾演的角色而為人熟悉。